# 吉塞拉·魏斯
吉塞拉·魏斯（德語：Gisela Weiß，1943年10月16日—），德国女子游泳运动员。她曾代表德国联队参加1960年夏季奥林匹克运动会游泳比赛，获得女子4×100米自由泳接力铜牌。